# حصون آل علي بن حمد (رخية)

تعديل مصدري - تعديل

حصون آل علي بن حمد هي إحدى قرى عزلة رخية بمديرية رخية التابعة لمحافظة حضرموت، بلغ تعداد سكانها 46 نسمة حسب تعداد اليمن لعام 2004.